# Diadumenos

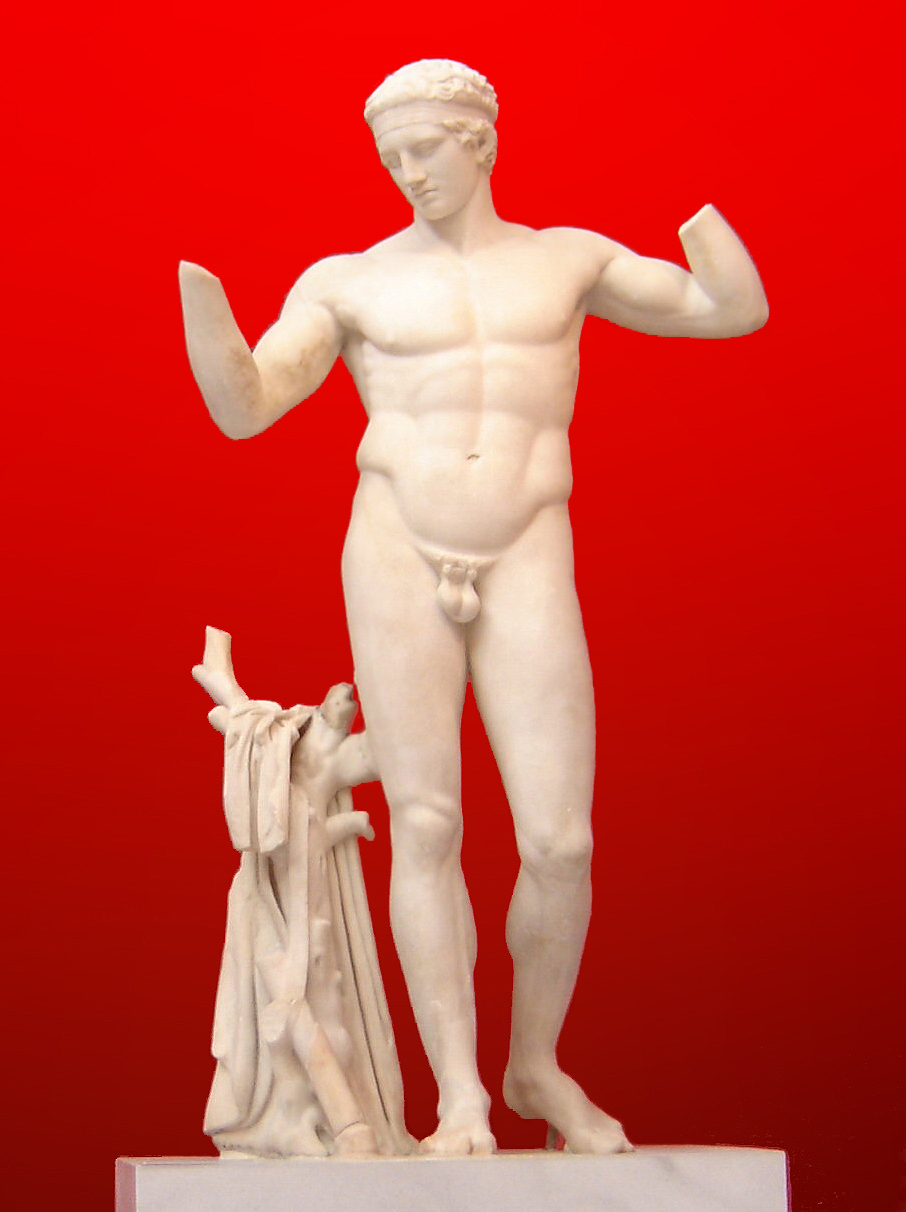
Diadumenos

Diadumenos – rzeźba Polikleta, obok Doryforosa najbardziej znana rzeźba tego artysty, przedstawiająca Kanon w klasycznej rzeźbie greckiej.

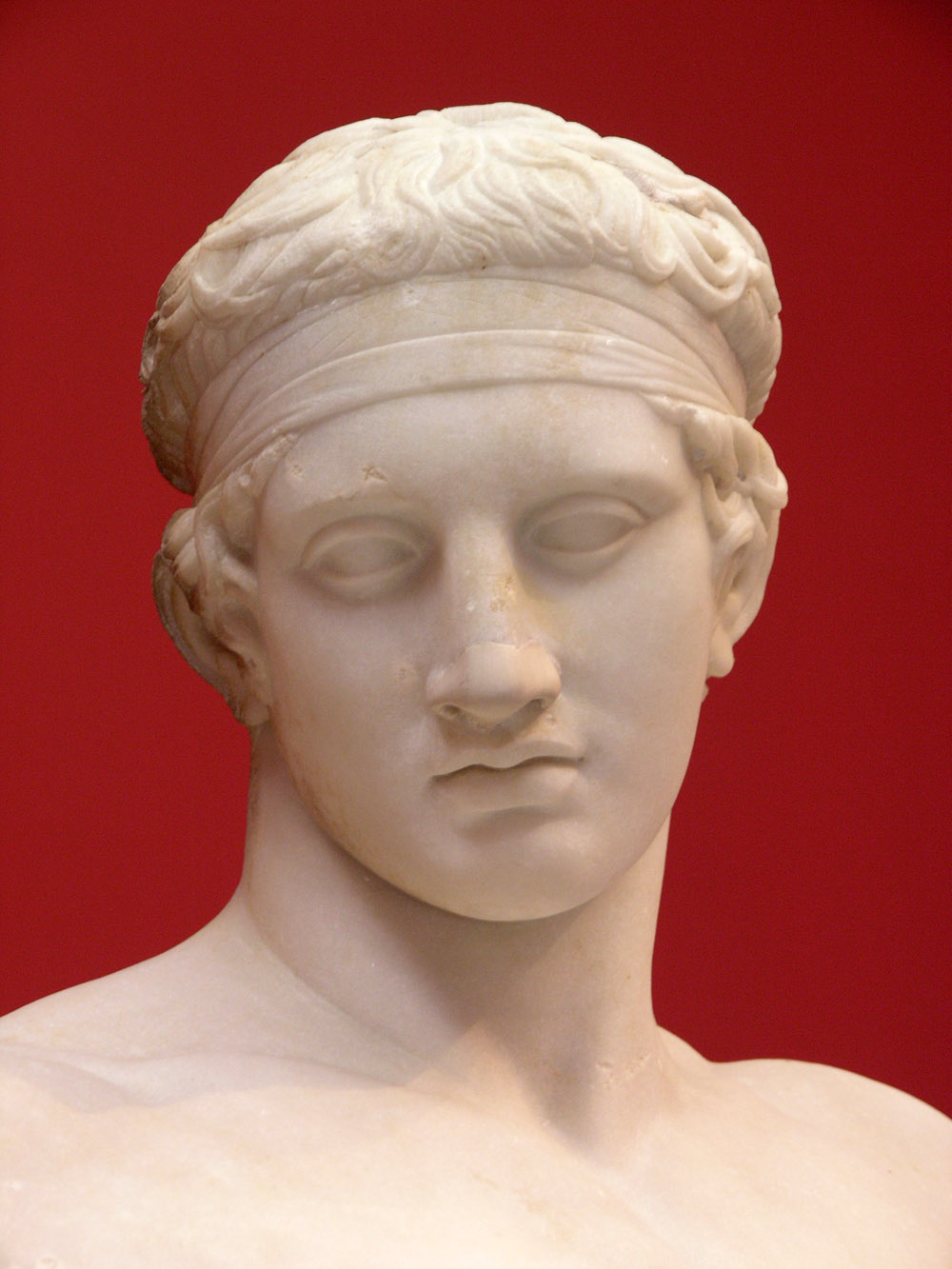
Głowa Diadumenosa

Jest to posąg nagiego mężczyzny z opaską wokół głowy, mający 1,86 metra wysokości. Został wykonany ok. 420 roku p.n.e. Postać opiera się na prawej nodze wysuniętej do przodu, ręce są podniesione do góry. Rzeźba znana jest z późniejszych kopii. W rzeźbie został wykorzystany kontrapost - ciężar ciała przeniesiony na jedną nogę mocno przytwierdzonej do podłoża, zaś druga jest delikatnie odsunięta w tył i pozostaje w spoczynku. Ciało postaci jest skręcone lekko w prawo.